# Sun Fuming
Sun Fuming (14 de abril de 1974) é uma judoca chinesa, campeã mundial de judô, em Osaka 2003 e campeã olímpica nos Jogos Olímpicos de Verão de 1996. Também obteve a medalha de bronze nos Jogos Olímpicos de Verão de 2004.